# 破铜烂铁乐队
破铜烂铁乐队（英語：Stomp）是一個結合了敲擊音樂、舞蹈，與情境喜劇的表演团体。他们运用日常用品如掃把、垃圾桶蓋、打火機...等等破铜烂铁发出富有音乐性的节奏。Stomp是1991年夏天由兩名英國音樂家表演者Luke Cresswell與Steve McNicholas策劃發想。該團自1994年2月进驻百老汇以来，曾连续七年获得百老汇剧院演出票房冠军。

## 外部連結
- Stomp Online （页面存档备份，存于）